# Artistique-Europameisterschaft 1976

Logo CEB (ausrichtender Verband)

Veranstaltungsort: Amersfoort

Die Billard-Artistique-Europameisterschaft 1976 war das 19. Turnier in dieser Disziplin des Karambolagebillards und fand vom 20. bis zum 23. November 1975 in Amersfoort statt. Die EM zählte zur Saison 1975/76.

## Modus
Gespielt wurden 76 verschiedene Figuren mit verschiedenen Punktewertungen. Jeder Teilnehmer hatte pro Figur drei Versuche. Die maximale Punktzahl betrug 500 Punkte.

Gewertet wurde wie folgt:
1. Punkte = Erzielte Punkte
2. Versuche = Anzahl der gespielten Versuche
3. gelöste Figuren = gelöste Figuren
4. HS = Punkte der nacheinander gelösten Figuren
5. % = Prozentual gelöste Figuren

## Abschlusstabelle
| Platz                        | Name               | Punkte | Versuche | gel. Figuren | HS | %       |
| ---------------------------- | ------------------ | ------ | -------- | ------------ | -- | ------- |
| 1                            | Raymond Steylaerts | 287    | 170      | 47           | 86 | 57,40 % |
| 2                            | Léo Corin          | 256    | 168      | 44           | 41 | 51,20 % |
| 3                            | Ricardo Fernández  | 217    | 190      | 36           | 32 | 43,40 % |
| 4                            | Florent de Jonghe  | 206    | 180      | 35           | 26 | 41,20 % |
| 5                            | Gert Tiedtke       | 201    | 181      | 34           | 27 | 40,20 % |
| 6                            | Joaquín Domingo    | 180    | 190      | 33           | 25 | 36,00 % |
| 7                            | Gérard Mouradian   | 177    | 196      | 32           | 16 | 35,40 % |
| 8                            | Valentin Almerich  | 149    | 191      | 27           | 26 | 29,80 % |
| 9                            | Giuseppe Tomsich   | 129    | 205      | 22           | 26 | 25,80 % |
| Turnierdurchschnitt: 40,04 % |                    |        |          |              |    |         |